# Historia de la ciudad de Sucre

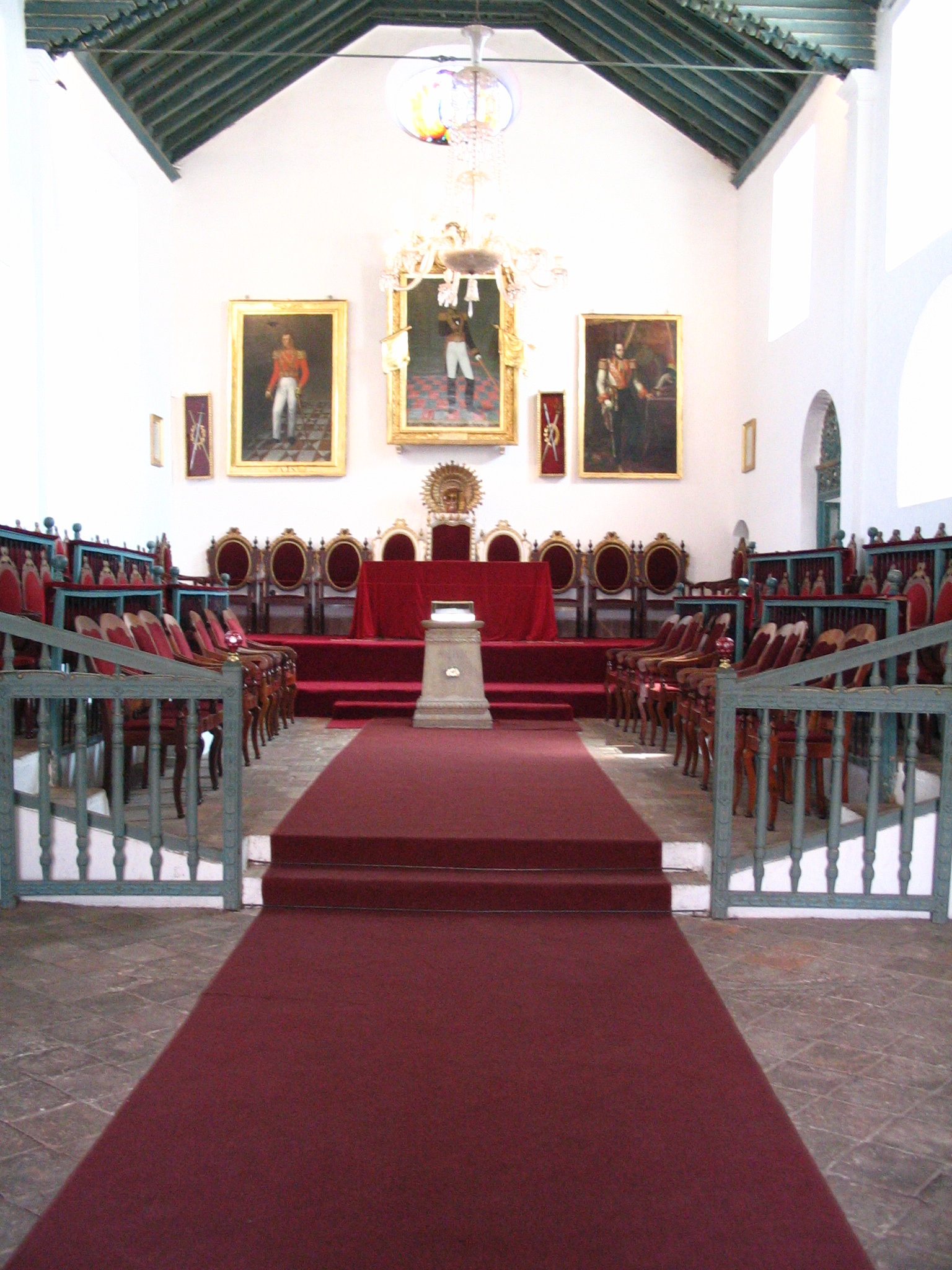
El Salón de la Independencia en la Casa de la Libertad.

Sucre, como capital oficial e histórica del país, resume la historia misma de Bolivia desde su fundación hasta la primera mitad del siglo XX.
En este lugar se encontraba la localidad de Chuquisaca, capital de la nación de los charcas. A fines del siglo XIV, el ejército incaico conquistó esta región y convirtió a los charcas en sus súbditos.

## Periodo colonial

### SigloXVI

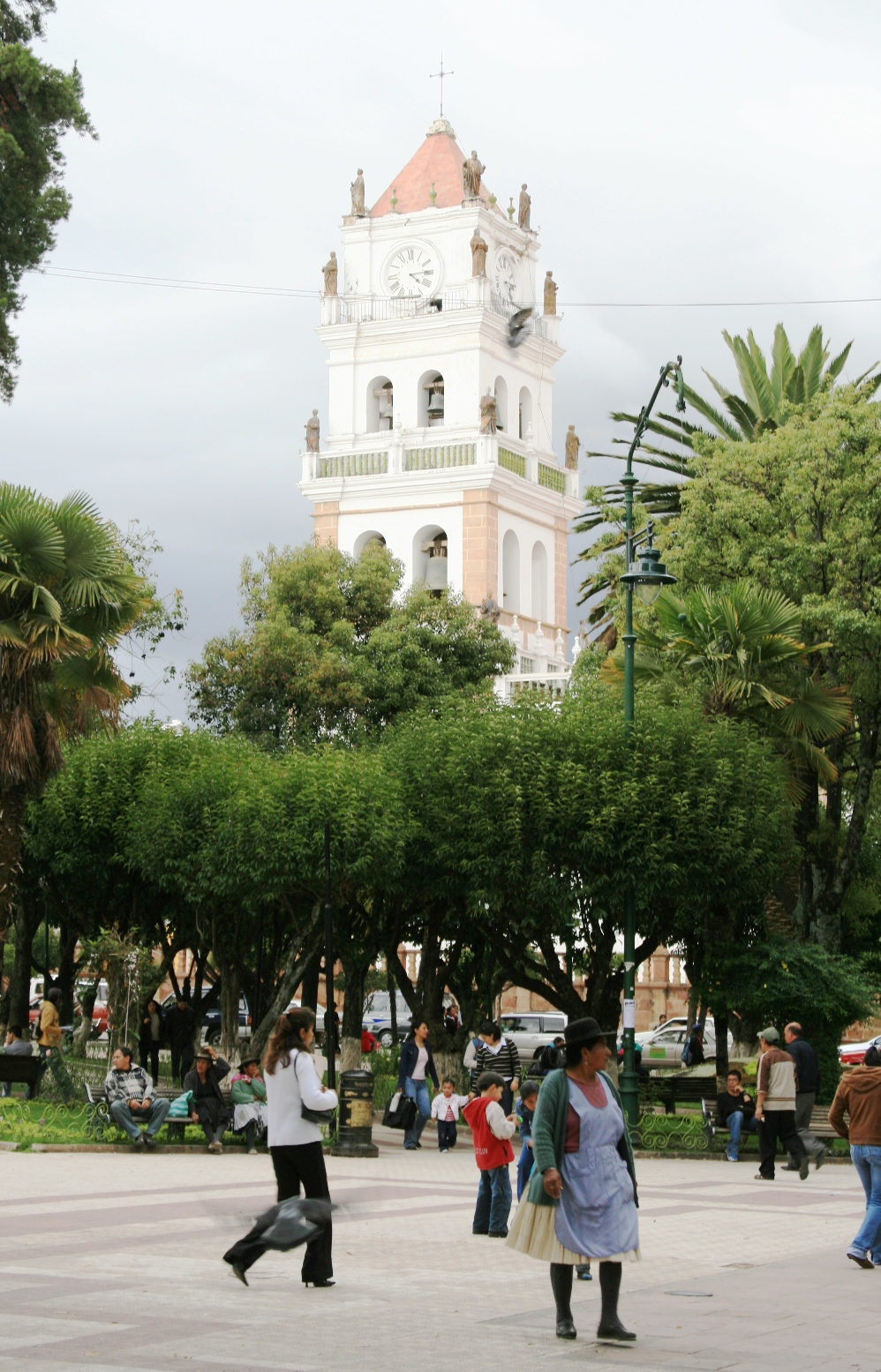
La Plaza de Armas y la torre de la Catedral Metropolitana.

En 1538 llegó una expedición española proveniente del Cusco (actual Perú), capital del conquistado Imperio inca, por órdenes de Francisco Pizarro. A su mando estaba el español Pedro Anzúrez, marqués de Campo Redondo. El 29 de septiembre de 1538 fundaron sobre Choquechaca la Villa de la Plata de la Nueva Toledo.
En ese lugar habitaban indígenas denominados Charcas, los cuales no opusieron resistencia a los colonizadores españoles[cita requerida]. Inicialmente sirvió como plaza fuerte, punto de partida de nuevas exploraciones al interior del continente. Posteriormente, durante la Colonia, esta ciudad adquirió gran importancia debido a su estratégica situación geográfica (cabecera de valle situada a 2750 m s. n. m.), su clima cálido y seco; y por la proximidad a las minas de Porco y Potosí.
En 1555, la Villa de La Plata es ascendida al rango de ciudad por decreto real de Carlos V y se le otorga la Cruz de San Andrés como estandarte, consistente en una cruz escarlata sobre fondo blanco.
Tres grandes instituciones la caracterizan durante este periodo:
- El tribunal administrativo establecido en 1559 por el Rey Felipe II como la Real Audiencia de Charcas en "La Plata", con autoridad sobre el área que hoy es el actual país de Paraguay, el sudeste peruano, el norte de Chile y la Argentina y gran parte de lo que hoy es Bolivia.
- La Iglesia, con la creación de la sede Episcopal en 1552 y su posterior transformación en Arzobispado de la Plata en 1609.
- En 1624 se fundó la Universidad San Francisco Xavier de Chuquisaca,[1] séptima universidad de América, seguida de la Real Academia Carolina en 1776.[2]

### SigloXVII
La Real Audiencia de Charcas en su creación estaba asociada al virreinato del Perú con sede en Lima. Hasta el siglo XVIII, La ciudad de La Plata fue el centro judicial, cultural y religioso de la región. En 1639, periodo de máximo esplendor colonial, la ciudad cuenta con 14.000 habitantes sobre una superficie de 90 hectáreas. En 1776 la Audiencia de Charcas es absorbida por el Virreinato de La Plata, con sede en Buenos Aires. Este hecho es seguido por la decadencia de la explotación de plata en Potosí a principios del siglo XIX.

## Periodo republicano

### Revolución de Chuquisaca
Entre 1808 y 1814, Napoleón Bonaparte ocupa el reino de España. La Corona española prefiere abdicar antes que trasladarse al nuevo mundo, como sucede con la Corona portuguesa, y desata una pugna política sobre quién debe beneficiarse de los cuantiosos tributos coloniales.
En Sucre, el movimiento estudiantil chuquisaqueño, fuertemente impregnado de los ideales de la Revolución de 1789 (Libertad, Igualdad y Fraternidad) llega a la conclusión de que ni el imperio es tan fuerte como se creía, ni las colonias tan dependientes como se pretendía y se decide tomar el camino de la emancipación. Los hermanos Zudañez son los encargados de iniciar la Revolución con la estrategia de desconocer abiertamente toda otra autoridad más que la del rey depuesto
El 25 de mayo de 1809 los estudiantes de la Universidad San Francisco Xavier se rebelaron, seguidos por el pueblo, pidiendo la liberación de Jaime de Zudáñez— acusado y tomado prisionero por conspiración el mismo día— y la renuncia del presidente de la Audiencia de Charcas, Ramón Vicente Francisco García de León y Pizarro. Este dijo Con un Pizarro empezó la Colonia y con otro termina la misma[cita requerida]. Ese mismo día Jaime de Zudáñez fue liberado. La Revolución de Chuquisaca, es conocida como el Primer Grito Libertario de Latinoamérica, la chispa que encendió la lucha libertaria de América.

### Capital

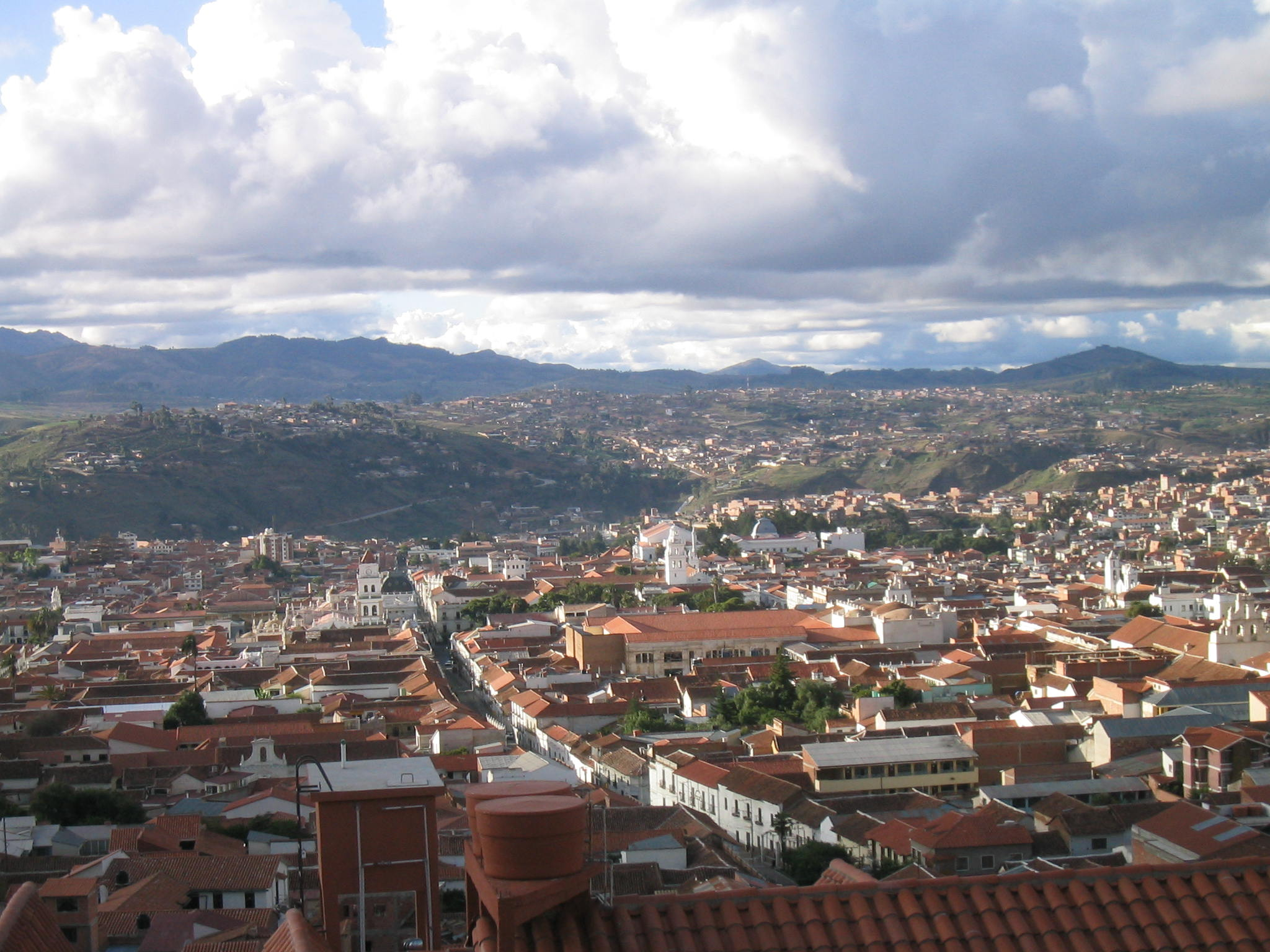
Vista panorámica del centro de la ciudad.

El 6 de agosto de 1825, Bolivia se declaró estado independiente con la firma de declaración de independencia de la República de Bolivia en la histórica Casa de la Libertad. Un año más tarde, Sucre, ese entonces denominada Chuquisaca, fue designada como capital provisional hasta que se decida oficialmente la ubicación de la capital. La ciudad contaba entonces con 12.000 habitantes y una superficie de 170 hectáreas. 
En 1839 fue designada oficialmente como capital y rebautizada como ciudad de Sucre en honor del Gran Mariscal de Ayacucho Antonio José de Sucre.
A fines del siglo XIX, se impuso la explotación del estaño, centrada en Oruro (1606, 3.708 m s. n. m.). En 1892, se modernizó la explotación minera con la introducción del primer ferrocarril entre Oruro y el puerto de Antofagasta (actual Chile). En Sucre se establecieron las casas matrices de las empresas mineras de Potosí y las principales entidades bancarias nacionales.

### La guerra civil de 1898-1899
Tras el declive económico de Potosí, Sucre apareció demasiado lejos de la ruta de la riqueza económica, mientras que La Paz se vio favorecida por su proximidad a Oruro. Así se desató una pugna administrativa con Sucre que terminó en la Guerra Civil de 1898 también conocida como Revolución Federal, entre los poderes económicos de la plata y el estaño. Terminó convirtiéndose La Paz en sede de Gobierno (poderes Ejecutivo y Legislativo), mientras que Sucre conservó el poder Judicial. La vinculación férrea que une La Paz-Oruro-Potosí con las costas del pacífico consolidó la hegemonía paceña en la primera mitad del siglo XX. Cochabamba se convirtió en el principal centro de abastecimiento del país, desplazando a Santa Cruz de la Sierra, que hasta entonces había cumplido un rol similar con Sucre. En el censo de 1900, Sucre tenía 20.907 habitantes y una superficie de 215,12 hectáreas. En 1909 se creó la Escuela Normal de Maestros, actual Universidad Pedagógica Mariscal Sucre. La llegada del ferrocarril a Sucre no se hizo efectiva hasta 1936, acompañada de la construcción del barrio ferroviario, primer asentamiento urbano fuera del casco antiguo.

### La planificación urbana

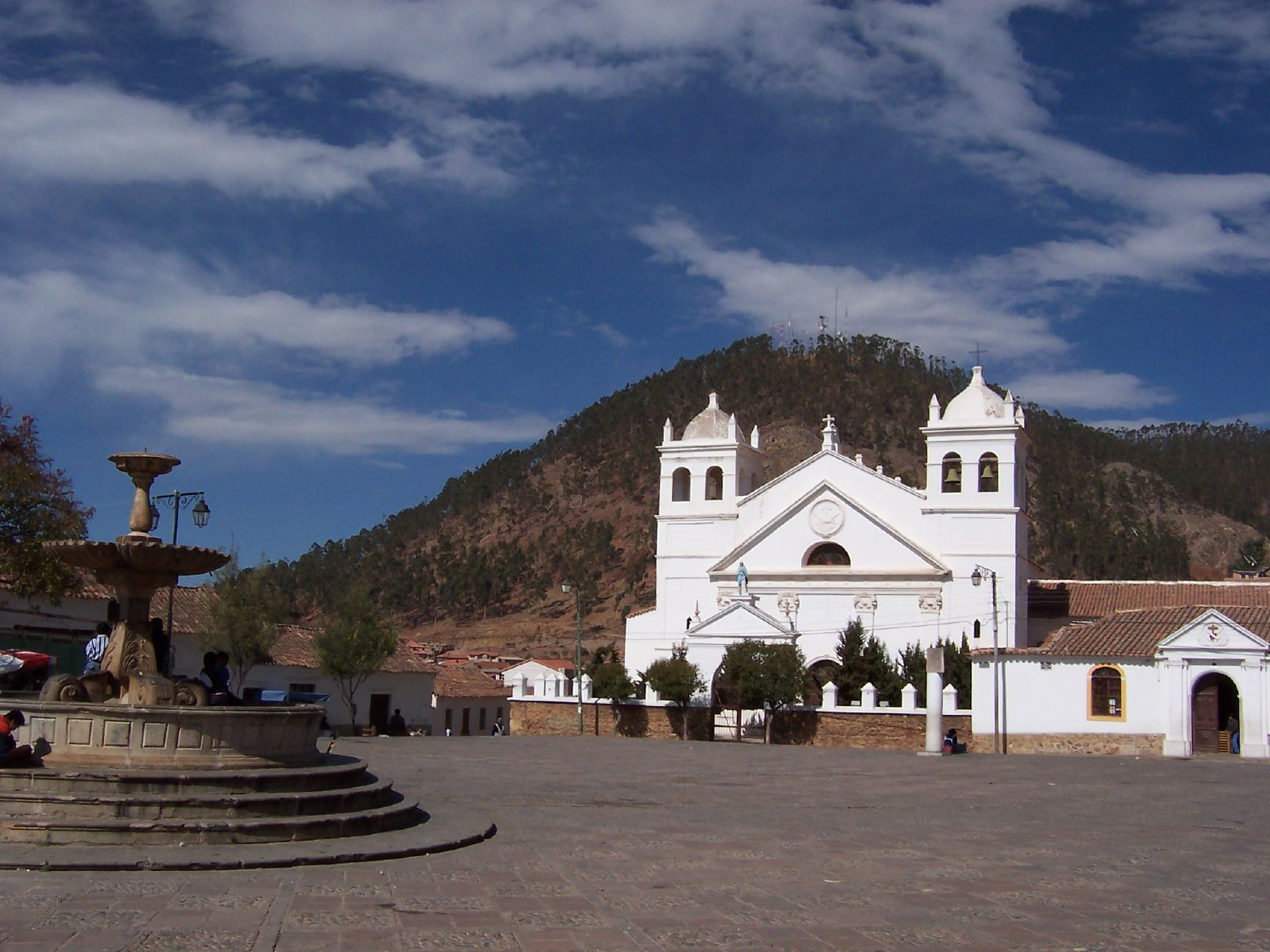
El convento franciscano de La Recoleta, construido sobre el templo al dios charca Tanga Tanga.

El 27 de marzo de 1948, un violento temblor sacudió la ciudad de Sucre a raíz del cual se forma el “Comité de Reconstrucción y Auxilio” que formuló el Plan Regulador de 1950, sobre dos lineamientos: la reconstrucción de la ciudad, introduciendo criterios del urbanismo "moderno" como la interrelación entre el casco antiguo y zona de expansión; la necesidad de dotar a Sucre de otras funciones que las administrativas, potenciando la industria y el agro. Si bien este plan no se llevó a la práctica, constituyó el primer intento de planificación urbana.

### El Plan Bohan
Santa Cruz de la Sierra, bajo el lema de “ferrocarril o nada”, consiguió en 1952 la vinculación carretera con Cochabamba. Fue el comienzo de la denominada “marcha al oriente” sugerida por el Plan Bohan de 1940, proponiendo para el departamento boliviano de Santa Cruz la construcción de infraestructura básica de transporte; la asistencia técnica y financiera para el agro; y programas de migración planificada y espontánea hacia el oriente. Esta política nacional de “diversificación económica y de creación de un nuevo polo de desarrollo” propició la conformación de un nuevo eje económico denominado “eje central” La Paz-Cochabamba-Santa Cruz y marcó el comienzo de la decadencia del eje minero La Paz-Oruro-Potosí-Sucre. Los créditos agrícolas otorgados al departamento de Chuquisaca entre 1955 y 1964 alcanzaron al 5,7  frente al 42,6  para Santa Cruz; entre 1964 y 1970, estos mismos créditos descienden al 3,9  para Chuquisaca mientras Santa Cruz recibe 43,1  y entre 1970 y 1975, Chuquisaca solo recibe un 1,2  mientras Santa Cruz alcanza el 69,9 .

### La Revolución de 1952

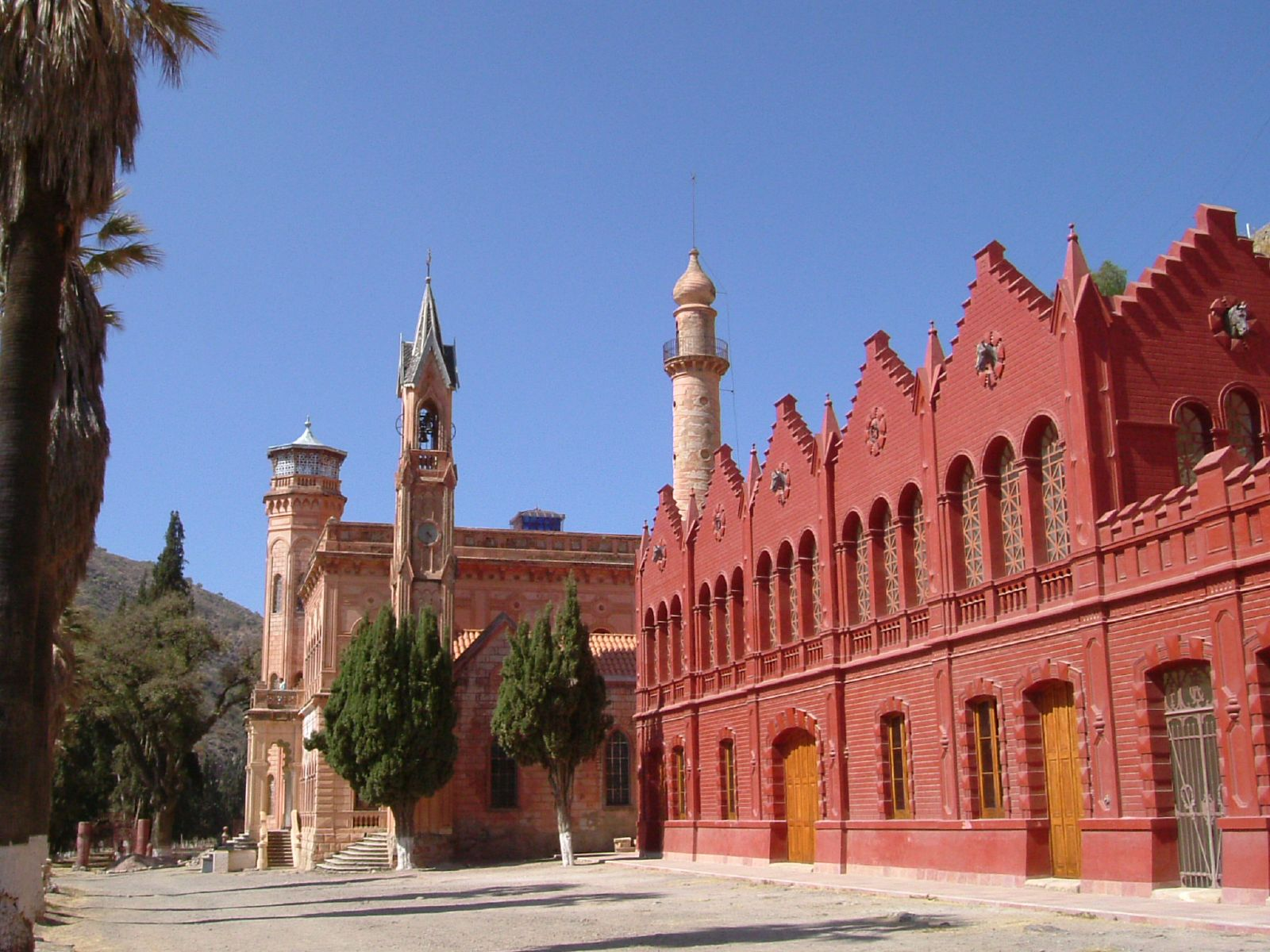
El Castillo del Principado de La Glorieta.

Como consecuencia de la Revolución nacional de 1952, se produjeron en Bolivia cuatro reformas estructurales que marcan el paso de un Estado oligárquico a un Estado liberal y consolidan el centralismo de La Paz:
El voto universal de 1952, ampliando el derecho de voto a la mujer, analfabetos y campesinos; la nacionalización de las minas de 1952, recuperando el 80 de los ingresos de las exportaciones de estaño a poder del Estado; la reforma agraria de 1953, otorgando la tierra a los campesinos y eliminando las servidumbres y la reforma educativa de 1955, transformando la educación excluyente en universal y obligatoria.
Estas reformas estatales fueron producto de grandes convulsiones sociales que estremecen al país en su conjunto y a la sociedad sucrense en particular, conocida como conservadora y fuertemente arraigada a las propiedades rurales. La reforma agraria provocó el repliegue de los estratos sociales altos a la ciudad y la caída de la producción agrícola. Los campesinos, sin asesoramiento técnico, ni recursos económicos no tenían posibilidad alguna de dar continuidad a la producción agrícola encontrándose rápidamente en una economía de subsistencia. Sucre contaba entonces con 40.128 habitantes y una superficie de 253.56 hectáreas.

### La cordura chuquisaqueña

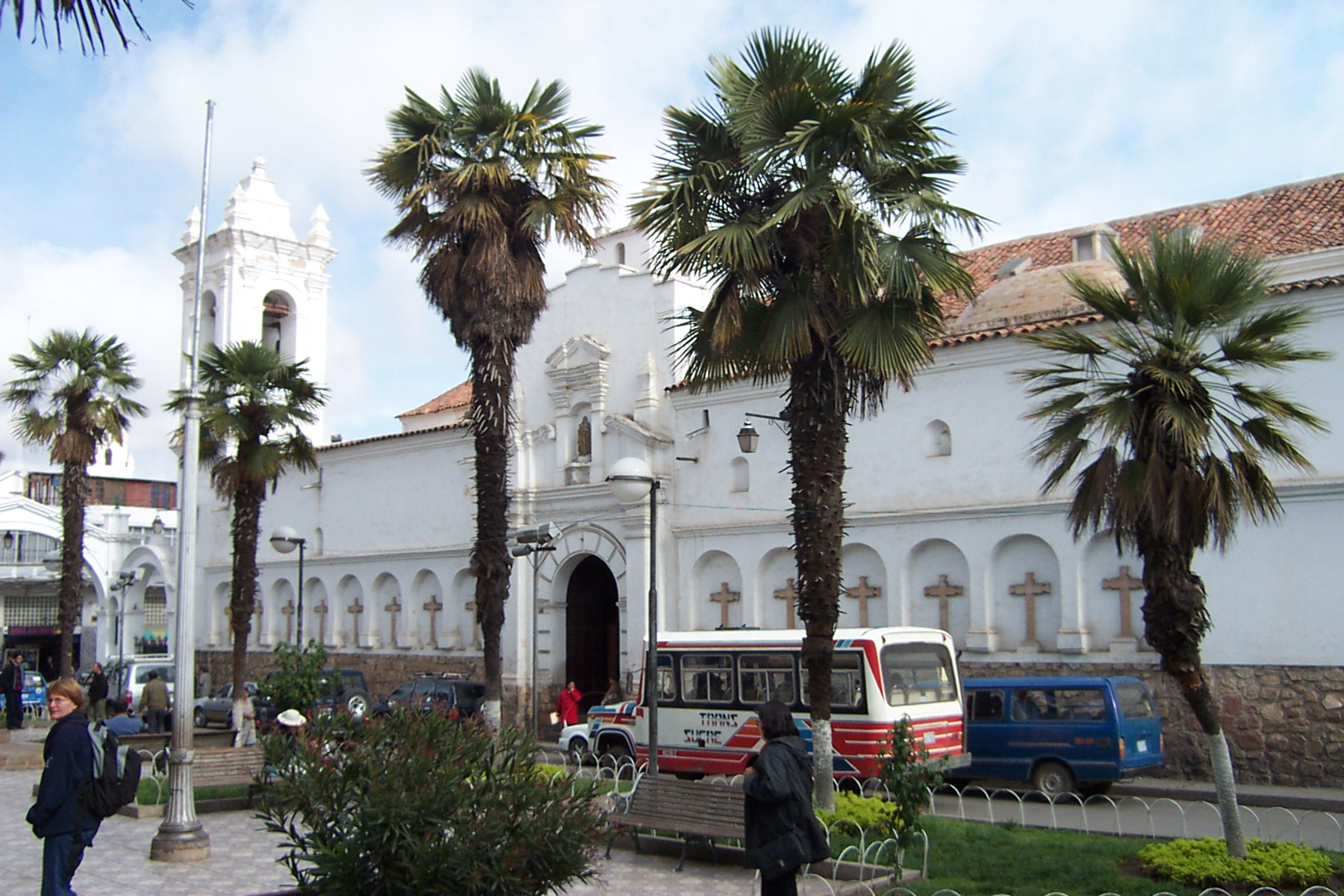
La Iglesia de San Francisco.

Propiciado por los intentos de planificación urbana de los años 40 y con la llegada de nuevos cuadros técnicos sucrenses, formados en universidades del interior de la República como la Politécnica de Oruro, donde imparten cátedra Profesores judío-alemanes emigrados durante la Segunda Guerra Mundial, se da el soporte técnico necesario para poner en funcionamiento la Refinería de Petróleo Carlos Montenegro y la Fabrica Nacional de Cemento (FANCESA) el año 1959, empresas que no tardan en convertirse en el motor de desarrollo regional. En los años ochenta, FANCESA se convirtió en la primera cementera nacional, desplazando a SOBOCE de La Paz y COBOCE de Cochabamba. La Universidad Mayor de San Francisco Xavier de Chuquisacaantiguamente especializada en ciencias políticas y medicina, diversificó sus programas académicos con ramas técnicas. Sucre comenzó a destacar nuevamente como centro de excelencia académica.
En 1974 se formuló el Plan Regulador de Sucre, primer intento de coordinación interinstitucional local para cubrir el vacío existente en planificación urbana, respondiendo a las necesidades de integración de los nuevos barrios periféricos al núcleo central. En 1976, Sucre contaba con 63.259 habitantes, sobre una superficie de 605.20 hectáreas.

### La estrategia boliviana de desarrollo

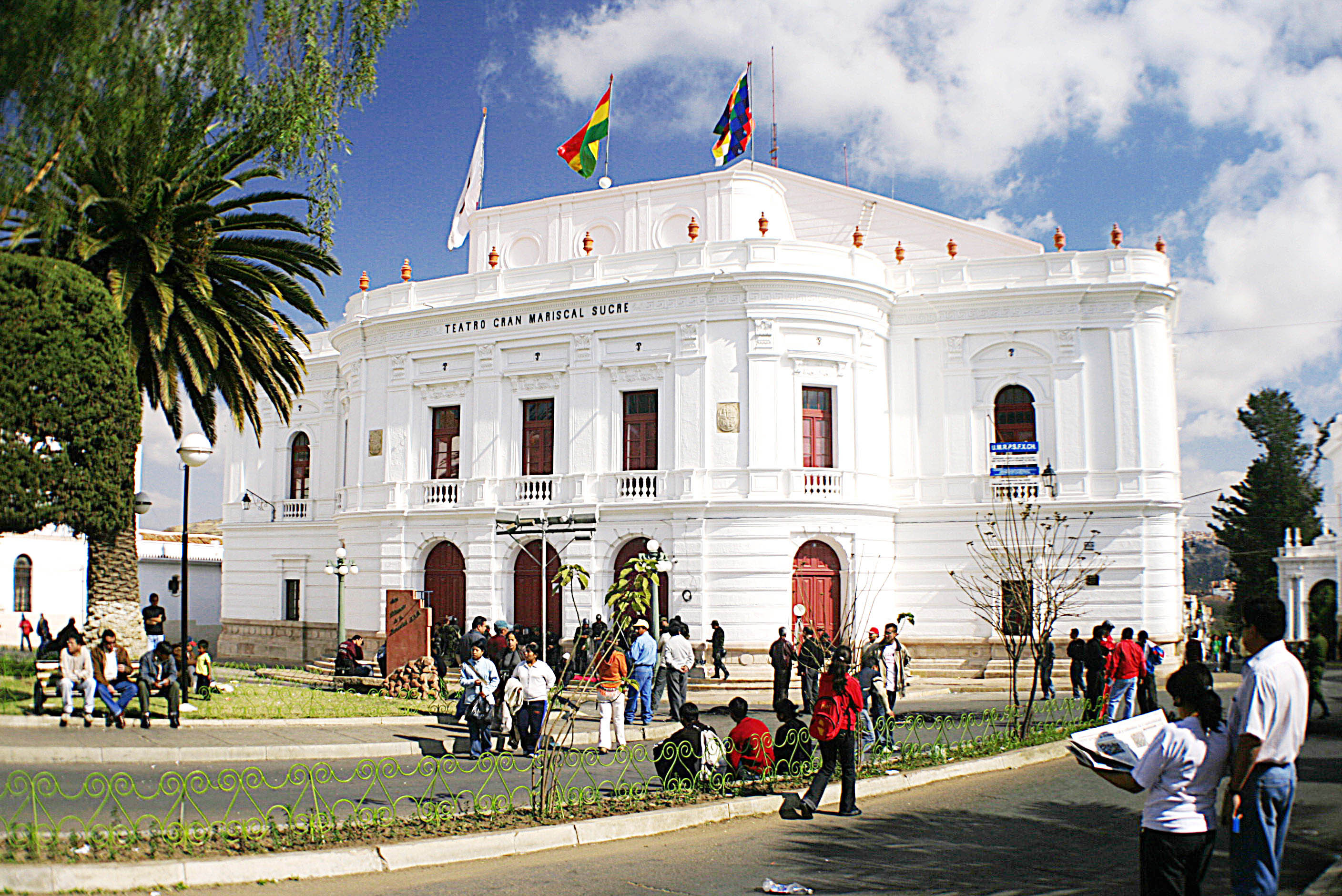
El Teatro Gran Mariscal Sucre.

En los años setenta se suceden en Bolivia los golpes militares (1969-1980). En este período se desarrolla la denominada Estrategia Boliviana de Desarrollo con lineamientos no muy distantes del Plan Bohan de 1940, dividiendo al país en 3 tipos de regiones (homogéneas, polarizadas, plan) y creando las denominadas Corporaciones Regionales de Desarrollo, organismos técnicos encargados de elaborar proyectos de impacto. En Chuquisaca se crea la Corporación Regional de Desarrollo de Chuquisaca (CORDECH), dirigida por militares, la cual elabora cantidad de proyectos, la mayoría de los cuales no se ejecutan por falta de presupuesto. Tres grandes proyectos se concretan en Sucre: el aeropuerto, la terminal de buses y el mercado central.
A fines de los años setenta y principios de los ochenta, la población rural, fuertemente empobrecida, comienza a emigrar a la ciudad y al oriente boliviano (Santa Cruz, cosechas agrícolas estacionales). Los estratos altos de la ciudad también emigran al eje central, en su mayoría, de manera definitiva. Entre 1971 y 1976 Chuquisaca soporta una tasa de migración de -4,7  mientras que Santa Cruz gana un 18,9 ; entre 1987 y 1992 Chuquisaca sigue perdiendo un -3,8  mientras que Santa Cruz gana un 7,4  y entre 1996 y 2001 Chuquisaca literalmente se "vacía" con una tasa negativa de -6,4  mientras que Santa Cruz gana un 10,6 .

### La periferia de la periferia
En los años ochenta se produce la crisis del estaño, ocasionando a Bolivia una inflación sin precedente que en 1985 alcanza el 8'767 . El Gobierno, con la dramática frase “Bolivia se nos muere”, aplica el famoso decreto 21060, cerrando la mayoría de las minas y poniendo en la calle a más de 23.000 mineros. Es la decadencia del eje minero La Paz–Oruro–Potosí-Sucre y la consolidación del eje central La Paz–Cochabamba–Santa Cruz. Sucre y su Departamento son completamente periféricos en la economía nacional aportando actualmente menos del 5  del PIB nacional mientras que Santa Cruz supera el 30 . En el censo de 1992, la ciudad contaba con 131 769 habitantes y una superficie de 3173 hectáreas. En 2001, Chuquisaca era la región más pobre de Bolivia, con 79,8 % de su población por debajo del umbral de la pobreza, de la cual 57,2  se encuentra en condiciones de indigencia y marginalidad total.

## Actualidad
En la actualidad la ciudad de Sucre se ha desarrollado notablemente. Se estima que para el censo 2011 sobrepasó los 300 000 habitantes.